# Final Fantasy XII: Revenant Wings
Final Fantasy XII: Revenant Wings (яп. ファイナル ファンタジー XII レヴァナント ウイング, Файнару Фантадзі: Ревананто Уінг) — тактична рольова відеогра, розроблена у 2007 році компанією Square Enix у співавторстві з Think & Feel Inc. для системи Nintendo DS. Є продовженням випущеної роком раніше популярної рольової гри Final Fantasy XII.
Після подій Final Fantasy XII пройшов рівно рік, протагоніст на ім'я Ваан, виконавши свою давню мрію, став справжнім повітряним піратом і отримав власний літаючий корабель. Разом зі своєю вірною подругою Пенель і деякими іншими персонажами з оригінальної гри він вирушає у нову подорож, яка приводить героїв на загадковий літаючий континент Лемурес. Крім вже відомих з попередньої гри персонажів, присутні й нові, такі, наприклад, як Лліуд, людина з крилами за спиною.
Розробкою керував геймдизайнер Мотому Торіяма [джерело?], раніше відомий за грою Final Fantasy X-2, він, крім того, написав увесь текст сценарію. Саме Торіяма запропонував випустити гру для NDS, пояснивши таке рішення тим фактом, що власники цієї системи швидше за все погано знайомі з іншими частинами Final Fantasy, тому повинні схвально поставитися до корінних змін у геймплеї. Значна частина гри намальована художником Рема Іто (Final Fantasy Tactics Advance), ілюстрації якого переводилися в піксельну графіку і накладалися на тривимірний задній план. Продюсер Ейсуке Йокояма зазначив, що джерелами натхнення виступили такі стратегії як Warcraft і Age of Empires, звідти були запозичені багато елементів.
Final Fantasy XII: Revenant Wings стала першою грою, анонсованою в складі серії Ivalice Alliance, дія всіх частин якої відбувається у вигаданому світі під назвою Іваліс. У ході локалізації баланс англійської версії по відношенню до японської був трохи змінений на користь більшої складності, реліз в Північній Америці відбувся 20 листопада 2007. Станом на серпень 2008 року в усьому світі було продано більше мільйона копій гри: 540 тис. в Японії, 220 тис. в Північній Америці й 280 тис. в Європі. Високі продажі дозволили Revenant Wings піднятися на перше місце японських ігрових чартів за перший тиждень після релізу, за наступний — на друге.